# В'язів Яр
В'язів Яр (рос. Яр Вязовой; б. Вязовый Яр) — балка (річка) в Україні у Дергачівському районі Харківської області. Права притока річки Уди (басейн Азовського моря).

## Опис
Довжина балки приблизно 9 км, найкоротша відстань між витоком і гирлом — 8,18  км, коефіцієнт звивистості річки — 1,10 . Формується декількома балками та загатами.

## Розташування
Бере початок на північно-східній околиці села Горіхове у листяному лісі. Тече переважно на північний схід через село В'язове і на північно-східній околиці селища Курортне впадає у річку Уду, праву притоку Сіверського Дінця.
Населені пункти вздовж берегової смуги: Березівське.

## Цікаві факти
- Біля гирла балки пролягає автошлях Т 2112[3] (територіальний автомобільний шлях в Україні, E40 М03 — Пересічне. Проходить територією Дергачівського району Харківської області.).
- У минулому столітті на балці існувало 2 газгольдери та багато газових свердловин[2].